# Hornu
Hornu is een dorp en voormalige mijngemeente in de Borinage van de Belgische provincie Henegouwen en een deelgemeente van de Waalse gemeente Boussu. Tot 1 januari 1977 was Hornu een zelfstandige gemeente.

## Bezienswaardigheden
- De plaats is vooral bekend als locatie van de historische mijnsite van Le Grand-Hornu, een complex van industriële gebouwen en woonwijken gebouwd bij het begin van de 19e eeuw in opdracht van de Franse industrieel Henri De Gorge. Na de mijnsluiting in 1954 en jaren van verval dreigde de volledige sloop die slechts werd voorkomen door de aankoop van de site door een plaatselijk architect die op eigen initiatief met de restauratie begon. Nadien werd de site overgenomen door de Provincie Henegouwen die er ondertussen onder andere het MAC's (Museum voor hedendaagse kunst) heeft in ondergebracht.
- De Sint-Martinuskerk is een neoclassicistisch kerkgebouw van 1844 met een gotische toren die na de storm van 1606 werd herbouwd.
- De pastorie van 1775
- De protestantse kerk van begin 20e eeuw.

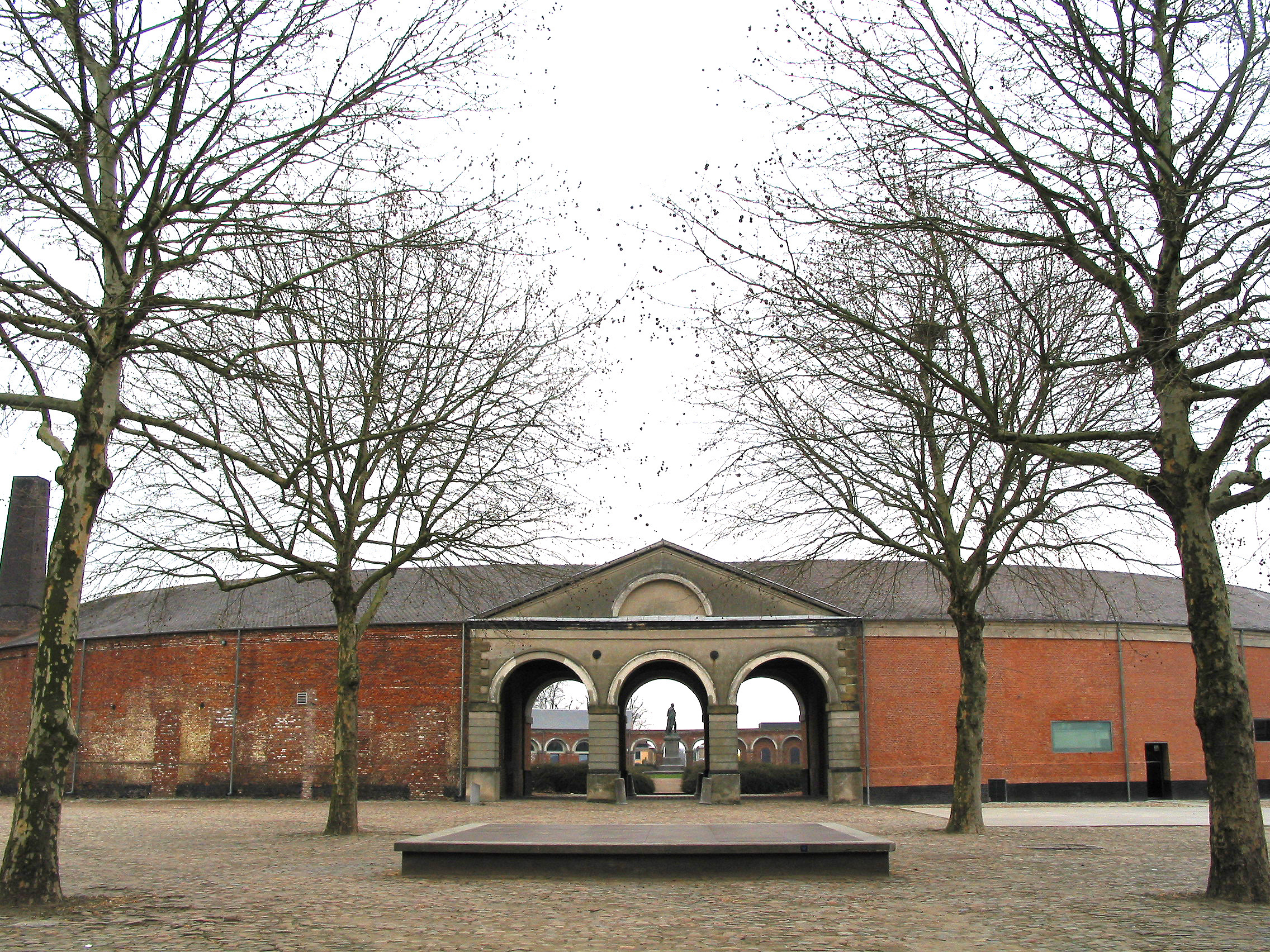
Le Grand-Hornu.
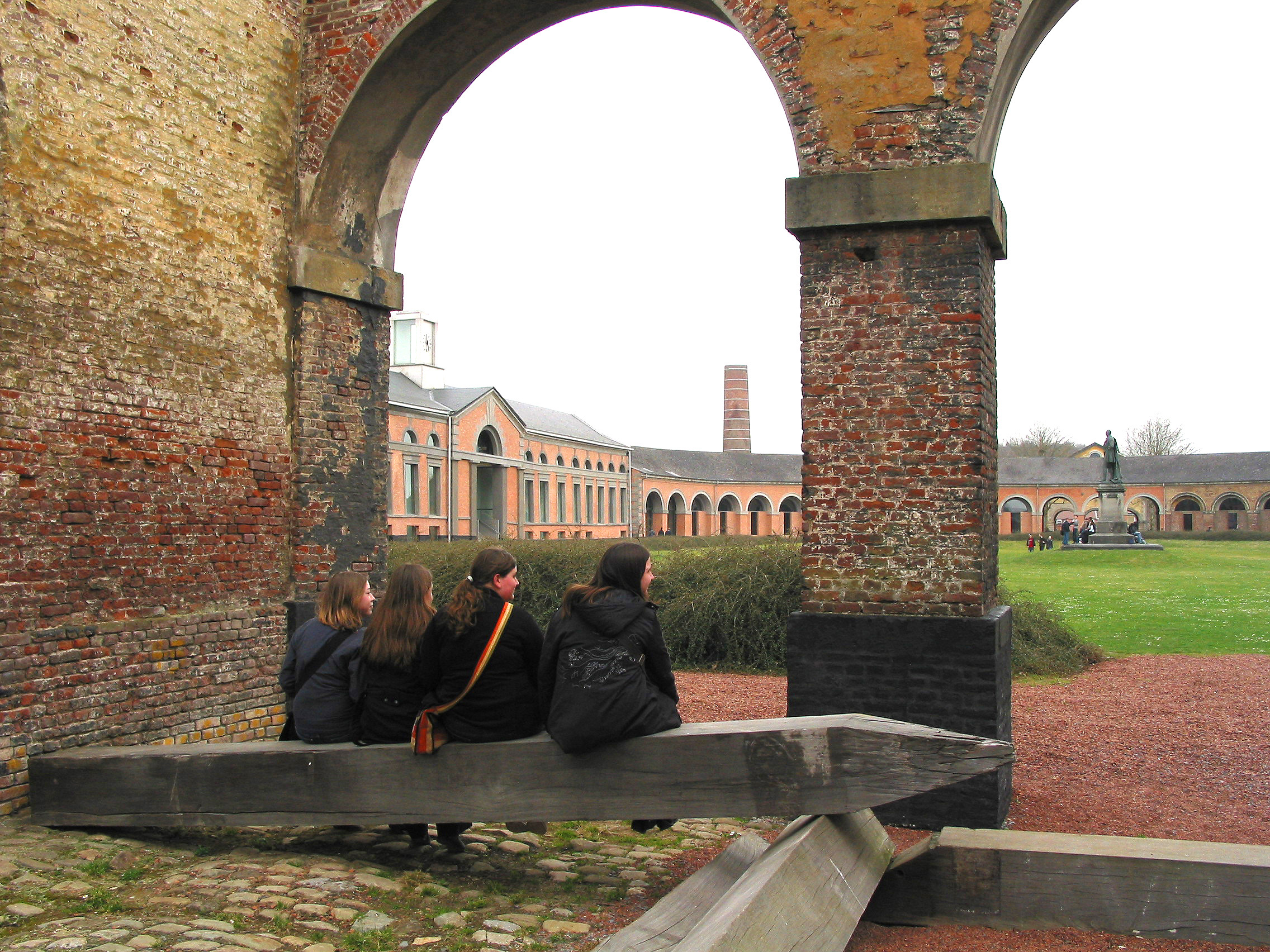
Le Grand-Hornu.
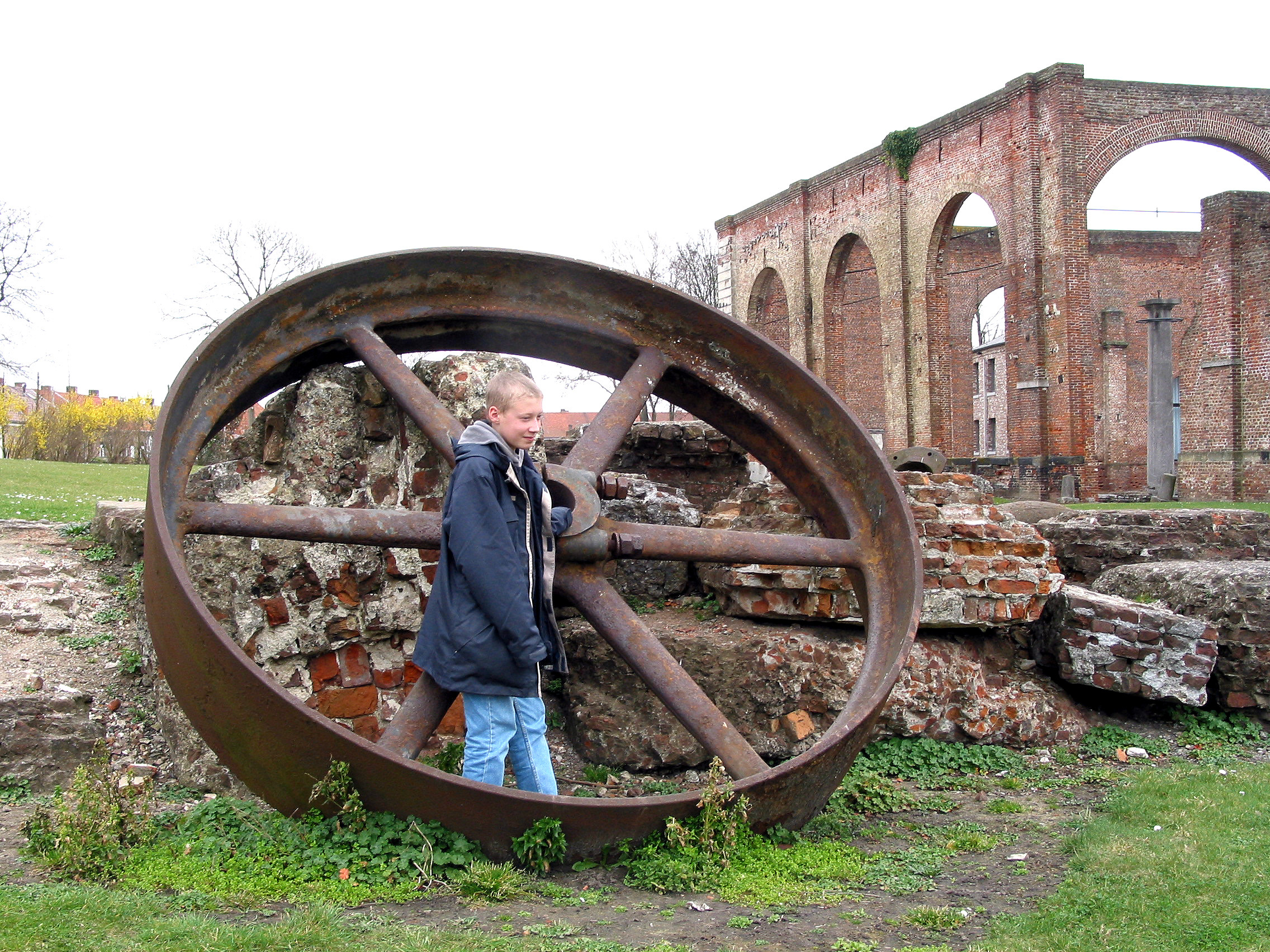
Le Grand-Hornu.

## Natuur en landschap
Hornu ligt in de Borinage. In het zuiden ligt een terril (Terril du Sept) met een hoogte van 96 meter. De hoogte aan de kerk bedraagt 32 meter.

## Economie
Vanaf eind 13d eeuw werd steenkool in dagbouw gewonnen. Dit gebeurde vooral op initiatief van de Abdij van Saint-Ghislain die deze bedrijvigheid exploiteerde. In 1778 verkreeg een particulier een concessie die in 1783 de Compagnie d'Hornu oprichtte welke later Le Grand-Hornu werd genoemd. Van 1814-1832 werd de gelijknamige beroemde nederzetting gebouwd. In de 19e eeuw ontstonden een twaalftal schachten. In 1830 kwam ook een ijzeren spoorlijn gereed, de eerste van België, toen nog met paardentractie. In 1842 werd Hornu op het spoorwegnet aangesloten, nu met stoomtractie. Nast de Grand-Hornu waren er nog enkele andere mijnbedrijven. Na de mijnsluiting richtte Hornu zich vooral op handel en als woondorp.

## Demografische ontwikkeling
- Bronnen:NIS, Opm:1831 tot en met 1970=volkstellingen, 1976= inwoneraantal op 31 december

## Geboren in Hornu
- Jean Gevenois (1931-2023), politicus

## Mijnrampen bij Hornu
- 1871
  - 25 september - Mijnramp in mijn Wasmes. 35 doden.
- 1880
  - 19 november - Na een gasontploffing komen in de Grand Buisson 15 mensen om het leven.[1]
- 1881
  - Mijnramp in de mijn Grand Buisson. 15 doden.
- 1885
  - 2 oktober - Mijnramp in de Couche Luquet. 8 doden.
- 1887
  - 4 januari - Mijnramp in de Veinne Abbaye. 39 doden.
- 1901
  - 24 april - Mijnramp in de mijn Grand Buisson. 19 doden.

## Sport
Voetbalclub RLC Hornu is een van de oudere clubs bij de KBVB. De club speelde in haar bestaan enkele jaren in de nationale reeksen.

## Nabijgelegen kernen
Boussu, Wasmes, Wasmuel, Saint-Ghislain